# Макдугал (Онтарио)
Макдугал (енгл. McDougall) је општина у Канади у покрајини Онтарио. Према резултатима пописа 2011. у општини је живело 2.705 становника.

## Становништво
Према резултатима пописа становништва из 2011. у граду је живело 2.705 становника, што је за 0,0% више у односу на попис из 2006. када је регистровано 2.704 житеља.
| 2006. | 2011. |
| ----- | ----- |
| 2.704 | 2.705 |